# Axel Amundsen
Axel Ingvald Spone Amundsen, född 22 oktober 1856 i Kristiania (nuvarande Oslo), död 28 juni 1939 i Loka brunn, var en norsk ingenjör och industriman.
Amundsen utexaminerades 1876 från Chalmerska slöjdskolan i Göteborg. Efter att ha arbetat vid en järnvägsverkstad i Amerika 1880–84 blev han delägare, från 1897 ensamägare av mekaniska verkstaden och gjuteriet "Vulcan" i Kristiania, som han efterhand drev upp till en av Norges mest betydande anläggningar av detta slag. 
Amundsen var medstiftare av den 1900 bildade Norsk Arbeidsgiverforening, vars ordförande han var intill 1910. Åren 1899–1904 var han ledamot av styrelsen för Norsk Fellesforening for Håndverk og Industri och från 1897 ledamot av Rigsforsikringsanstaltens styrelse, från 1905 av Kristianias sparbanks direktion och från 1906 av landets allmänna brandförsäkringsinrättnings styrelse. Från 1899 tillhörde han under några år Kristianias bystyre, men vägrade senare att åta sig politiska uppdrag.